# Sam Sparro
Sam Sparro (* 8. November 1983 in Sydney; eigentlich Samuel Frankland Falson) ist ein australischer Musiker und Sänger. In seinen von der Musik der 1970er und 1980er Jahre beeinflussten Aufnahmen vereint er elektronische Popmusik mit Soul- und Funkelementen.

## Leben und Wirken
Sparro wurde in Australien geboren, übersiedelte aber noch in jungen Jahren in die Vereinigten Staaten und lebt derzeit mit seinem Lebensgefährten in Los Angeles.
2007 wurde er mit seinen selbstproduzierten Songs von dem britischen Plattenlabel Island Records unter Vertrag genommen. Mit seiner Debütsingle Black and Gold gelang ihm Ende März 2008 nur auf Basis von Downloads der Sprung in die Top Ten der britischen Singlecharts.
Auch die Verwandten von Sam Sparro waren und sind zum Teil noch Musiker: Seine Urgroßmutter war Pianistin für Stummfilme, ihr Mann Musiklehrer, Gitarrenbauer und Komponist. Sams Großvater ist Jazztrompeter und hat mit Frank Sinatra und Sammy Davis Jr. gespielt. Seine Arrangements wurden von der australischen Regierung als historische Aufnahmen archiviert. Er ist mittlerweile 80 Jahre alt und spielt immer noch. Die Großmutter ist Sängerin, Schauspielerin und Tänzerin – ebenfalls noch heute. Sams Vater hat als Gitarrist in Australien mit U2 und David Bowie gespielt. Sams ironische Erklärung für den Erfolg seiner Vorfahren: "Ich glaube, ihr Geheimnis ist, dass sie viel Rotwein trinken."

## Diskografie (Auswahl)

### Alben
- 2008: Sam Sparro
- 2012: Return to Paradise

### EPs
- 2013: Quantum Physical Volume 1
- 2014: Quantum Physical Volume 2
- 2016: Quantum Physical 3
- 2017: Christmas in Blue

### Singles
- 2007: Cottonmouth
- 2008: Black and Gold
- 2008: 21st Century Life
- 2008: Pocket
- 2010: Pink Cloud
- 2012: Happiness
- 2012: I Wish I Never Met You
- 2012: Yellow Orange Rays
- 2013: Hang on 2 Your Love
- 2015: Hands Up
- 2016: Pharma Karma
- 2019: Outside The Blue (feat. We Are King)

### Als Gastmusiker
- 2009: Feelings Gone (mit Basement Jaxx)
- 2009: Maximus (mit Beni)
- 2010: Corrected (mit Mason and DMC)
- 2014: Stay in Love (mit Plastic Plates)
- 2017: Look Ahead (Extended Mix) (mit Honey Dijon & Tim K)

## Auszeichnungen für Musikverkäufe
| Platin-Schallplatte - Australien - 2008: für die Single Black and Gold - Belgien - 2012: für die Single Happiness |

Anmerkung: Auszeichnungen in Ländern aus den Charttabellen bzw. Chartboxen sind in ebendiesen zu finden.
| Land/RegionAuszeichnungen für Musikverkäufe (Land/Region, Auszeichnungen, Verkäufe, Quellen) | Gold  | Platin     | Verkäufe  | Quellen     |
| -------------------------------------------------------------------------------------------- | ----- | ---------- | --------- | ----------- |
| Australien (ARIA)                                                                            | —     | Platin1    | 70.000    | aria.com.au |
| Belgien (BRMA)                                                                               | —     | Platin1    | 30.000    | ultratop.be |
| Vereinigtes Königreich (BPI)                                                                 | Gold1 | 2× Platin2 | 1.300.000 | bpi.co.uk   |
| Insgesamt                                                                                    | Gold1 | 4× Platin4 |           |             |